# Carlsberg Station
Carlsberg Station er en S-togs-station på Høje Taastrup-banen i København. Stationen blev bygget i perioden 2014-2016 og afløste den daværende Enghave Station ved sin indvielse 3. juli 2016.
Carlsberg Station blev bygget af Carlsberg Byen og overdraget til Banedanmark og DSB.

Stationen ligger ud for Carlsberg Byen, hvor bryggeriet Carlsberg holdt til indtil 2008, men hvor der efterfølgende er igangsat en ombygning til bykvarter. Fra 1937 til 1985 havde bryggeriet her sin egen godsstation, populært kaldet Station Hof, der lå omtrent der, hvor den nye station ligger.

## Galleri
- Tog ved Station Hof, april 2002.
- Forarbejder til Carlsberg Station, juni 2014.
- Samme sted, december 2014.
- Juni 2015.
- Indvielsesdagen, juli 2016.